# Хомченовский, Дмитрий Геннадьевич
Дми́трий Генна́дьевич Хомчено́вский (укр. Дмитро Геннадійович Хомченовський; род. 16 апреля 1990, Угледар, Донецкая область) — украинский футболист, полузащитник клуба «Кривбасс».

## Биография
Дмитрий родился 16 апреля 1990 года в городе Угледаре Донецкой области. Начал заниматься футболом в десятилетнем возрасте. В тринадцатилетнем возрасте был принят в интернат донецкого «Олимпика». Тренер — В. П. Солодкий. В ДЮФЛ за «Олимпик» играл с 2003 года по 2007 год.

### Клубная карьера

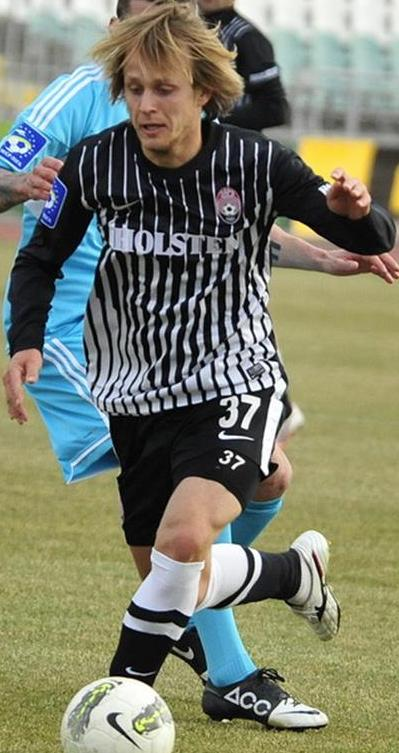
Дмитрий Хомченовский

Летом 2007 года был переведён в основной состав «Олимпика», который выступал во Второй лиге Украины. В команде дебютировал 25 июля 2007 года в домашнем матче против «Полтавы» (6:0), в этом матче Хомченовский забил гол на 47-й минуте. Летом 2009 года побывал на просмотре в киевском «Динамо». Всего за «Олимпик» выступал на протяжении двух с половиной лет, сыграл во Второй лиге в 74 матчах и забил 10 мячей.
В январе 2010 года побывал на просмотре в луганской «Заре». В марте того же года перешёл в криворожский «Кривбасс» на правах аренды. В начале выступал за дубль команды, в сезоне 2009/10 провёл в молодёжном первенстве 13 матчей и забил 5 голов.
7 августа 2010 года дебютировал в Премьер-лиге Украины в выездном матче против киевской «Оболони» (1:1), Хомченовский вышел на 72-й минуте вместо Сергея Иващенко. Свой первый гол в чемпионате Украины забил 11 сентября 2010 года в матче против донецкого «Металлурга» (2:2), Хомченовский забил первый гол в матче на 3-й минуте в ворота Дмитрия Непогодова.
После первой половины сезона 2010/11 многие называли его одним из открытий чемпионата Украины. Позже «Кривбасс» начал переговоры о выкупе контракта Хомченовского, однако криворожане не смогли договориться с «Олимпиком» из-за завышенной цены. Также им интересовались клубы не только с Украины, а также из России. В декабре 2010 года появилась информация о том, что Дмитрий может перейти в запорожский «Металлург».
В январе 2011 года побывал на просмотре в донецком «Металлурге», позже побывал на просмотре в луганской «Заре». 1 марта 2011 года Хомченовский был представлен как игрок «Зари», он взял себе 37-й номер.
В конце августа 2015 перешёл за 2 миллиона евро в испанский клуб «Понферрадина», в составе которого дебютировал 9 сентября в выездном матче 1/64 финала Кубка Испании против «Алькоркона», проведя на поле 87 минут, а 13 сентября впервые сыграл в Сегунде, выйдя на замену на 75-й минуте выездной встречи снова против «Алькоркона».
После вылета «Понферрадины» их Сегунды Хомченовский расторг контракт с испанским клубом по обоюдному согласию. В июне 2016 года подписал двухлетний контракт с опцией продления на год с «Ягеллонией» из Белостока.
22 февраля 2018 года Хомченовский стал игроком «Урала».
18 октября 2022 года в игре против «Александрии» провёл свой юбилейный, 200-й, матч в чемпионатах Украины.

### Карьера в сборной
В начале августа 2010 года Павел Яковенко вызвал Дмитрия Хомченовского в молодёжную сборную Украины до 21 года на турнир памяти Валерия Лобановского. В полуфинале Украина проиграла Ирану (2:4). В матче за 3-е место Украина обыграла Турцию (2:1). В августе 2013 был вызван в национальную сборную Украины, где дебютировал в матче против сборной Израиля.

## Достижения
«Заря» (Луганск)
- Бронзовый призёр чемпионата Украины (2): 2019/20, 2020/21
- Финалист Кубка Украины: 2020/21

«Кривбасс»
- Бронзовый призёр чемпионата Украины: 2023/24